# Pseudovipio guttiventris
Pseudovipio guttiventris är en stekelart som först beskrevs av Thomson 1892.  Pseudovipio guttiventris ingår i släktet Pseudovipio och familjen bracksteklar. Arten är reproducerande i Sverige. Inga underarter finns listade i Catalogue of Life.